# HTMS Krabi
HTMS Krabi (OPV-551) — патрульный корабль (англ. offshore patrol vessel, OPV) ВМС Таиланда. Является модификацией кораблей типа «Ривер», спроектированных морским подразделением компании BAE Systems. Построен по лицензии на верфи «Махидол Адульядет» в Саттахипе. Корабль назван в честь одноимённой провинции. Спущен на воду в 2011 году, в составе ВМС с 2013 года.

## Проект
Соглашение о передаче проектной документации между компаниями BAE Systems и Bangkok Dock Company было подписано в июне 2009 года. Стоимость проекта составила 2,8 млрд бат или 79,2 млн долларов. Основной задачей корабля планировалась патрульная и пограничная служба, а также защита рыболовства в исключительной экономической зоне Таиланда, при необходимости он может быть задействован для оказании помощи при стихийных бедствиях в Сиамском заливе и Андаманском море.
Проект корабля является развитием 80-метровых патрульных кораблей типа «Ривер», стоящих на вооружении ВМС Великобритании с 2003 года. Длина корабля составляет 90,5 м, ширина — 13,5 м, высота — 7,7 м, осадка — 3,8 м. Экипаж корабля состоит из 39 офицеров и матросов, на борту могут разместиться ещё 50 человек. Расположенная в кормовой части корабля полётная палуба позволяет эксплуатировать многоцелевой вертолёт Super Lynx. Корабль оборудован двумя жёстко-корпусными лодками.
Артиллерийское вооружение представлено одноствольной 76-мм установкой Oto Melara и двумя спаренными 30-мм пушками MSI. На следующих кораблях этого класса планируется установка ПКР RGM-84 Harpoon. Корабль оснащён радиоэлектронным вооружением производства компании Thales.
Энергетическая установка состоит из двух дизельных двигателей MAN 16v 28/33D и позволяет кораблю развивать максимальную скорость в 23 узла. Дальность плавания Krabi составляет 7 800 миль при скорости хода в 12 узлов.
Церемония закладки киля корабля состоялась в августе 2010 года в присутствии командования ВМС и принцессы Сириндхорн. Корпус был спущен на воду через пятнадцать месяцев, в декабре 2011 года.

## Служба
После прохождения испытаний, в августе 2013 года он вошёл в состав ВМС Таиланда. В октябре Krabi принял участие в параде International Fleet Review 2013, посвящённом столетию первого захода кораблей ВМС Австралии в гавань Сиднея.
В октябре 2018 года Krabi совместно с фрегатом Taksin и ракетным крейсером ВМС США USS Antietam принял участие в учениях в Восточно-Китайском море. Корабли отрабатывали навигационные задачи и навыки коммуникации.